# Col de Porte
De Col de Porte is een bergpas in het Chartreuse-gebergte op een hoogte van 1326 meter. De pas ligt op de D512 tussen Le Sappey-en-Chartreuse in het zuiden en Saint-Pierre-de-Chartreuse in het noorden.
Net ten oosten van de col ligt de Chamechaude, de hoogste top van het Chartreuse-massief. Vanop de pas is er toegang tot een klein skigebied genaamd 'Domaine Nordique de Chamechaude'.

## Wielrennen
De Col de Porte is regelmatig onderdeel van het parcours van het Criterium du Dauphiné. Daarnaast maakte hij ook al verscheidene keren deel uit van de Ronde van Frankrijk. De eerste keer was in 1907, waarbij Emile Georget als eerste over de top kwam. Ook in de drie jaren die erop volgden werd de bergpas opnieuw beklommen. 
Sinds 1947 werd de Col de Porte vijftien keer opgenomen in het parcours van de Ronde van Frankrijk:
| Jaar | Etappe | Eerste boven         |
| ---- | ------ | -------------------- |
| 1947 | 7      | Jean Robic           |
| 1948 | 14     | Gino Bartali         |
| 1951 | 21     | Bernard Gauthier     |
| 1958 | 21     | Charly Gaul          |
| 1961 | 9      | Charly Gaul          |
| 1962 | 19     | Raymond Poulidor     |
| 1963 | 15     | Frederico Bahamontes |
| 1965 | 17     | Julio Jimenez        |
| 1968 | 18     | Roger Pingeon        |
| 1970 | 12     | Eddy Merckx          |
| 1971 | 10     | Luis Ocana           |
| 1978 | 17     | André Romero         |
| 1989 | 19     | Pedro Delgado        |
| 1998 | 16     | Stéphane Heulot      |
| 2020 | 16     | Pierre Rolland       |